# Містер Картопляна голова

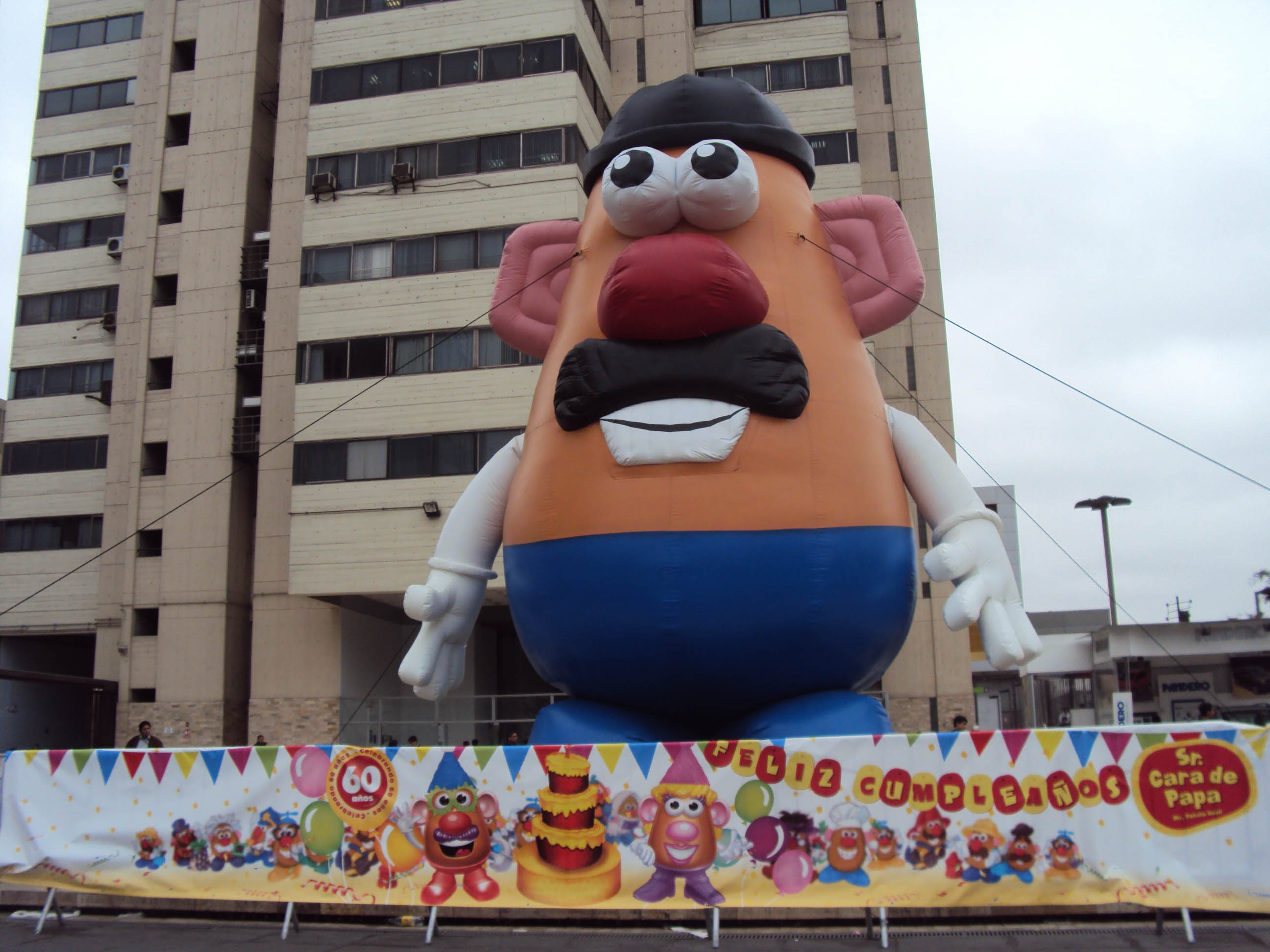
Містер Картопляна голова святкує день народженія в Лімі, Перу

Містер Картопляна голова (англ. Mr. Potato Head) — американська іграшка, яка представляє собою пластикову картоплину, до якої додаєтся безліч деталей — типово вуха, очі, ніс, рот, взуття, капелюх та штани.

## Історія
Ідея играшки з'явилася на початку 1940-х років в Брукліні. Джордж Лернер брав картоплини з городу своєї матері і, використовуючи безліч інших фруктів та овочів, робив ляльок для своїх маленьких сестер. Ці ляльки були протитопом майбутньої іграшки.
Спочатку ідею Лернера не сприйняли — закінчилася Друга світова война і мільйони американців ще пам'ятали про брак продуктів. Використовувати в якості іграшок картоплю та інші овочі здавалося марнотратним. Тому іграшкові компанії не прийняли винахід Лернера.
В 1951 році Лернер презентував свій винахід на текстильній мануфактурі Генрі и Меріла Хассенфельда, які мали невеликий іграшковий бізнес під назвою «Hassenfeld Brothers» (піздніше «Hasbro»). Вони зрозуміли, що ця іграшка різко виділяєтся на тлі того, що вони випускають, і придбали ідею Лернера за 5000$. Йому запропонували аванс у 500$ и 5 % від кожної проданої іграшки. Іграшку назвали Містер Картопляна голова і запустили у виробництво.
Офіційно днем народження Містера Картопляна голова вважають 1 травня 1952 року. Іграшка коштувала 0,98$ и до іграшкового комплекту входили руки, ноги, вуха, два рота, дві пари очей, чотири носа, три капелюхи, окуляри, трубку та вісім шматочків тканини, из яких можна було робити волосся. Перший Містер Картопля продавався без картопелини. Дуже скоро в іграшку входило вже 50 різних частин.
30 квітня 1952 року Містер Картопля став першою іграшкою, яку рекламували на телебаченні, реклама була адресована саме дітям. До цього вся іграшкова реклама робилася виходячи з батьківских інтересів. Цей «революційний» у ті часи маркетинг привів до справжньому буму. Було продано біль мільйона комплектів. У 1953 році з'явилася Місіс Картопля, а трохи пізніше їх діти — братик Спад и сестричка Ням. Картопляна сім'я була повністю укомплектована, і у них з'явилися різні предмети, які отображали віяння 19 0-хороків: автомобіль, кухонный гарнітур, домашні улюбленці. вПерше тіло картоплі з'явилося иолько в 1964 році.
У 1960 році уряд зажадал, чтоб фрагменты містера Картоплі были не такими острыми, що призвело до того, што встромляти их у справжніе картоплины стало неможливо. Уже в 1964 році компанію змусили також включати в комплект и пластиковое тіло, так як маленькі діти могли проковтнути дрібные деталі и поранитися острыми деталями. В цей час «Hasbro» выпустили «Апельсина Оскара» та «Перчика Пітера» — пластмасовый апельсин та перець з комплектом змінных деталей, приблизно таких самих, як у Містера Картопляної головы. З'явилися і жоночі персонажі — «Морквина Кетт» і «Огуркова Кукі». Но поздніше они были сняты с выробництва.
У 1975 році тіло картоплі збольшили в два рази и тому всі деталі також збольшили в розмірах. Зроблено се было з міркувань норм дитячої безпеки. «Hasbro» змінила и діаметр отворов, што унеможливило вставляти частины тіла в «неправильные» місця. Але вже в 1980 році компанія зрозуміла свою помилку и повернула картоплі круглые отворы, які знову дозволили дітям експериментувати с деталями.
Дебют містера Картоплі в Голлівуді отбылся в 1995 році — он отрымал одну из головных ролей в анімаційному фільмі студії Pixar «Історія іграшок».
У 2006 році Hasbro одновила продаж наборов деталей без тіл для тих шанувальників цієї іграшки, які хочут пополнити свои колекції. За допомогою сих наборов містера Картопляну голову можна перетворити в Русалочку, рок-зорьку, пожежного, Санта-Клауса, поліцейского, пірата і т. д. В сей же рок «Hasbro» запустила лінійку «Спортивні картоплини» (англ. «Sports Spuds»), куди входит звичайне пластикове тіло (меньше стандартного), яке можна наряджати в форму розноманітных спортивных команд.
В 2011 році впервше за тридцать роков Містеру Картоплі поміняли звичний выгляд.
В лютому 2021 р. Hasbro оголосил про выпуск новой гендерно-нейтральної версії іграшки, яка має спрощену назву «Картопляна голова».